# Makrospora

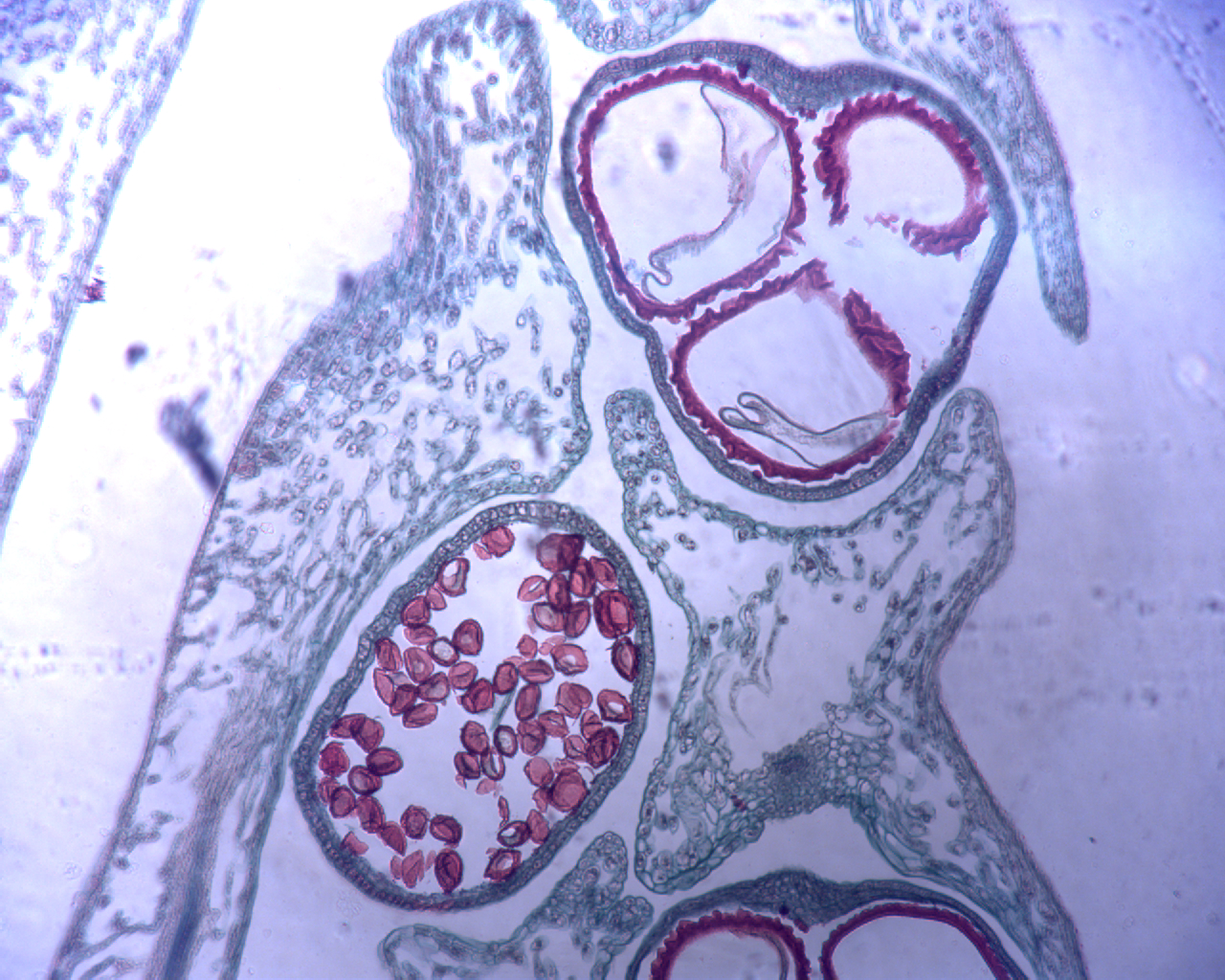
Mikroskopowe zdjęcie sporów widliczki (zaznaczone na czerwono). Trzy wielkie spory na górze zdjęcia to megaspory, a liczne małe spory na dole to mikrospory

Makrospora (megaspora) – zarodnik, z którego rozwija się gametofit żeński (produkujący komórki jajowe). Makrospory wytwarzane są w makrosporangiach na sporoficie. Występują u roślin różnozarodnikowych (wymarłe gatunki skrzypowych, niektóre widłaki i paprocie oraz wszystkie rośliny nasienne).
U okrytonasiennych makrospory, nazywane tu częściej megasporami, powstają w procesie megasporogenezy, z dzielącego się mejotycznie megasporocytu, czyli tzw. komórki macierzystej megaspor. Po podziale trzy megaspory zanikają, a jedna staje się komórką macierzystą woreczka zalążkowego.